# Église Saint-Nicolas de Novi Bečej
Pour les articles homonymes, voir Église Saint-Nicolas.
L'église Saint-Nicolas de Novi Bečej (en serbe cyrillique : Црква Светог Николе у Новом Бечеју ; en serbe latin : Crkva Svetog Nikole u Novom Bečeju) est une église orthodoxe serbe située à Novi Bečej, dans la province autonome de Voïvodine et dans le district du Banat central en Serbie. Elle est inscrite sur la liste des monuments culturels de grande importance de la république de Serbie (identifiant no SK 1181).

## Présentation

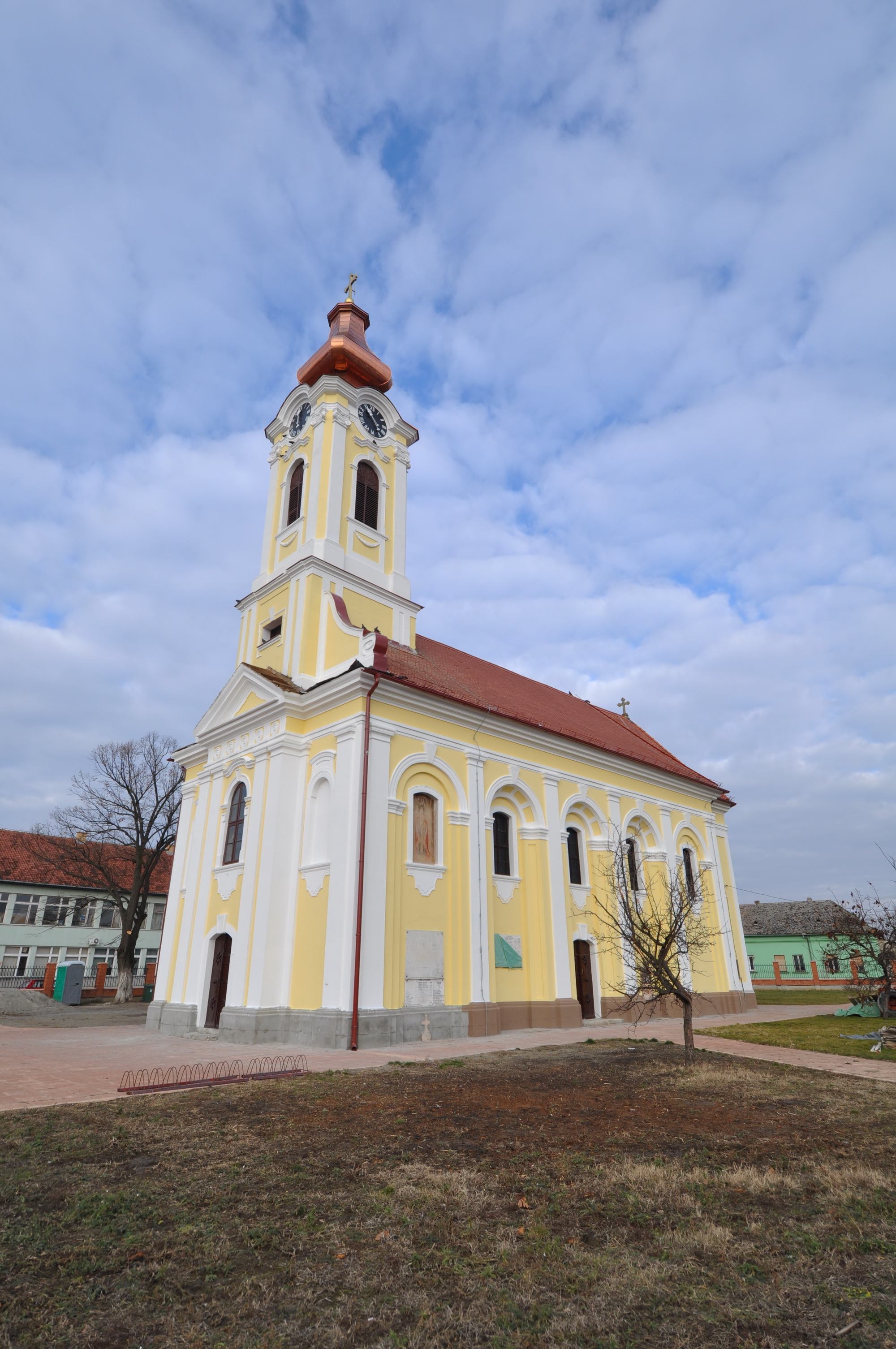
Autre vue de l'église.

L'église Saint-Nicolas a été construite en 1774,,. L'édifice, qui mesure 24,5 m de long sur 12 m de large, est constitué d'une nef unique prolongée d'une abside à cinq pans ; la façade occidentale est dominée par un clocher qui culmine à 30 m avec un bulbe constitué d'un « coussin » en étain et d'une lanterne surmontée d'une croix,,. Cette façade est dotée d'un porche encadré de pilastres avec des chapiteaux soutenant un petit fronton triangulaire. Ces pilastres encadrant des ouvertures avec des arcs arrondis rythment également les façades latérales, tandis que toutes sont horizontalement rythmées par des corniches moulurées,.
L'intérieur de l'église est caractéristique d'une certaine exubérance baroque,. L'iconostase est sculptée de motifs végétaux et abrite quarante icônes représentant les saints et les fêtes religieuses ; elle pourrait avoir été peinte en 1814 par Jeftimije Popović, même si d'autres études en attribuent l'exécution à Stefan Gavrilović,. Les fresques de l'autel et de la nef, quant à elles, sont dues à Pavle Simić et ont été réalisées en 1858,,,.

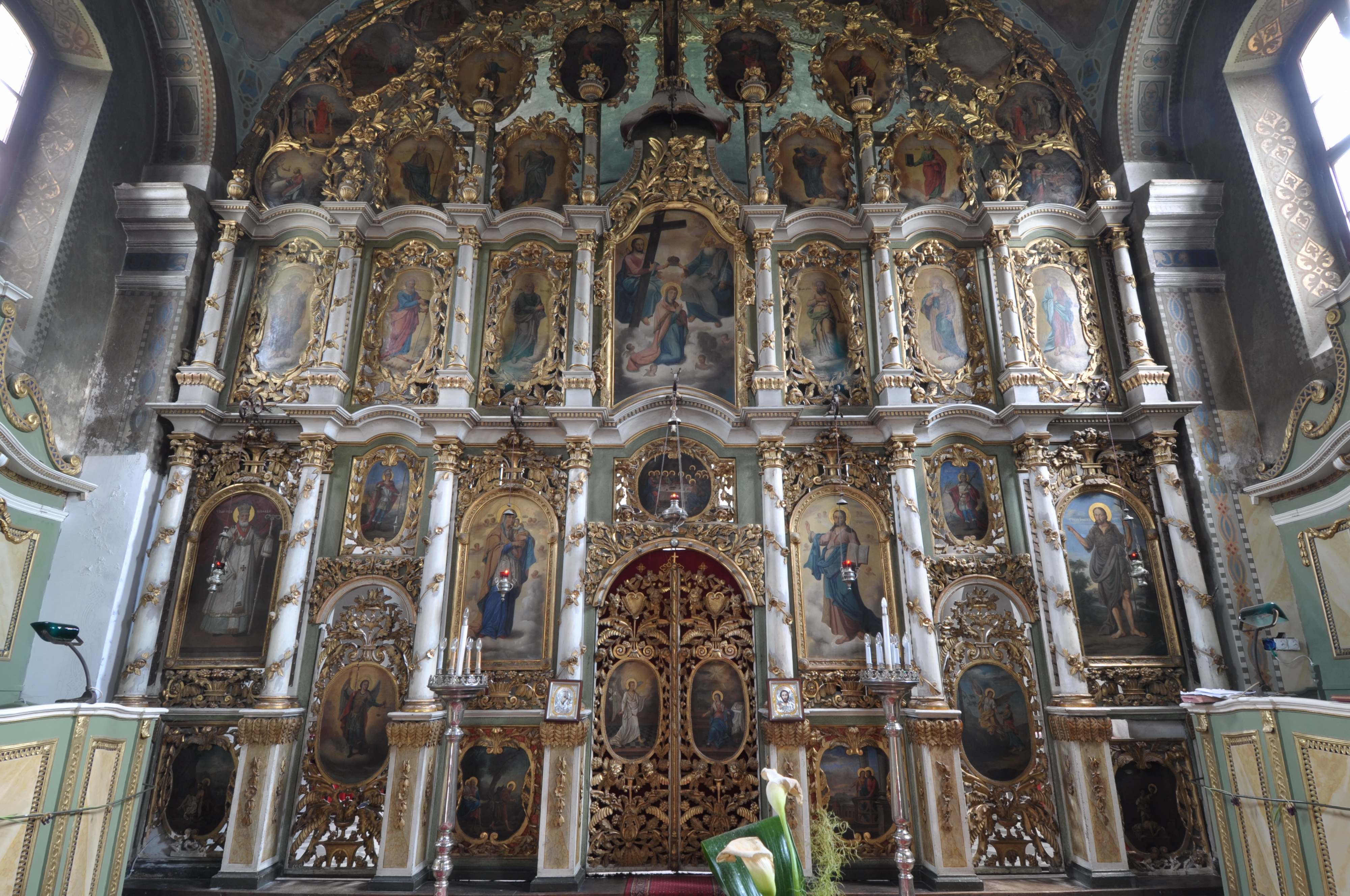
L'iconostase de l'église.